# Bula Quo!
Bula Quo är rockgruppen Status Quos 30:e studioalbum. Albumet är soundtrack till filmen med samma namn och är gruppens första soundtrackalbum. Bula Quo är också det sista albumet med Matt Letley som trummis.

## Låtlista

### CD 1
1. "Looking Out for Caroline" (Rossi, Young) – 4:00
2. "GoGoGo" (Parfitt, Morris) - 4:16
3. "Run and Hide (The Gun Song)" (Edwards, St. Paul) - 4:12
4. "Running Inside My Head" (Letley) - 3:42
5. "Mystery Island" (Parfitt, Morris)  - 4:22
6. "All That Money" (Parfitt, Morris) - 3:13
7. "Never Leave a Friend Behind" (Bown, St. Paul) - 2:51
8. "Fiji Time" (Edwards) - 3:15
9. "Bula Bula Quo (Kua Ni Lega)" (Rossi, Young) –	3:50

### CD 2
1. "Living on an Island (Fiji Style)" (Parfitt, Young) – 3:45
2. "Frozen Hero" (Rossi, Bown) - 4:20
3. "Reality Cheque" (Parfitt, Edwards)	 - 4:05
4. "Rockin' All Over the World (Bula Edit)"  	(Fogerty) - 4:27
5. "Caroline (Live 2009)" (Rossi, Young) - 6:19
6. "Beginning of the End (Live 2010)" (Rossi, Edwards) - 4:25
7. "Don't Drive My Car (Live 2010)" (Parfitt, Bown) - 3:49
8. "Pictures of Matchstick Men (Live 2009)" (Rossi) - 2:29
9. "Whatever You Want (Live 2010)" (Parfitt, Bown) - 5:10
10. "Down Down (Live 2010)" (Rossi, Young) - 5:04

## Medverkande
- Francis Rossi - sång, gitarr
- Rick Parfitt - sång, gitarr
- John Edwards - bas, bakgrundssång
- Andy Bown - keyboard, bakgrundssång
- Matt Letley - trummor

### Övriga medverkande
- Wayne Morris - Gitarr och bakgrundssång (spår 2, 5 och 6 - CD 1)
- Freddie Edwards - Gitarr (spår 3 - CD 1)
- Amy Smith - Bakgrundssång (spår 1, 4, 8 och 9 - CD 1, spår 1 CD 2)
- Kathy Edwards - Bakgrundssång (spår 8 - CD 1)
- Amber Zakatek - Bakgrundssång (spår 9 - CD 1)
- Fursey Rossi - Bakgrundssång (spår 9 - CD 1)